# Liste des chapelles de l'Yonne
 (novembre 2024).
La liste des chapelles de l'Yonne présente les chapelles de culte catholique situées sur le territoire des communes du départements français de l'Yonne.
Il est fait état des diverses protections dont elles peuvent bénéficier, et notamment les inscriptions et classements au titre des monuments historiques.
Toutes sont situées dans l'archidiocèse de Sens-Auxerre.

## Liste
| Chapelle                                                                                | Commune                         | Adresse | Coordonnées                      | Notice         | Protection | Date | Illustration                                                          |
| --------------------------------------------------------------------------------------- | ------------------------------- | ------- | -------------------------------- | -------------- | ---------- | ---- | --------------------------------------------------------------------- |
| Chapelle funéraire de la famille Le Cosquinot                                           | Ancy-le-Franc                   |         | 47° 46′ 38″ nord, 4° 09′ 54″ est | « PA00113569 » | Inscrit MH | 1925 | Chapelle funéraire de la famille Le Cosquinot                         |
| Chapelle de Villeprenoy                                                                 | Andryes                         |         | 47° 30′ 52″ nord, 3° 27′ 20″ est |                |            |      | Image manquante Téléverser                                            |
| Chapelle Saint-Cartault de Dilo                                                         | Arces-Dilo                      |         | 48° 04′ 59″ nord, 3° 32′ 52″ est |                |            |      | Chapelle Saint-Cartault de Dilo                                       |
| Chapelle du Beugnon                                                                     | Arcy-sur-Cure                   |         | 47° 37′ 19″ nord, 3° 47′ 07″ est | « PA00113574 » | Inscrit MH | 1976 | Image manquante Téléverser                                            |
| Chapelle Sainte-Reine du lac Sauvin                                                     | Arcy-sur-Cure                   |         | 47° 33′ 21″ nord, 3° 44′ 29″ est | « IA00002754 » |            |      | Image manquante Téléverser                                            |
| Chapelle du château du Grand Palteau                                                    | Armeau                          |         | 48° 03′ 10″ nord, 3° 20′ 31″ est |                |            |      | Image manquante Téléverser                                            |
| Chapelle paroissiale d'Arthonnay                                                        | Arthonnay                       |         | 47° 55′ 55″ nord, 4° 13′ 45″ est |                |            |      | Chapelle paroissiale d'Arthonnay                                      |
| Chapelle Saint-Nicolas de Climat-Séché                                                  | Asquins                         |         | 47° 29′ 15″ nord, 3° 46′ 43″ est |                |            |      | Chapelle Saint-Nicolas de Climat-Séché                                |
| Chapelle de la Madeleine d'Auxerre                                                      | Auxerre                         |         | 47° 47′ 36″ nord, 3° 34′ 17″ est | « PA00113582 » | Inscrit MH | 1926 | Chapelle de la Madeleine d'Auxerre                                    |
| Chapelle de Laborde                                                                     | Auxerre                         |         | 47° 49′ 37″ nord, 3° 37′ 09″ est |                |            |      | Image manquante Téléverser                                            |
| Chapelle des Visitandines d'Auxerre                                                     | Auxerre                         |         | 47° 47′ 56″ nord, 3° 34′ 09″ est |                |            |      | Chapelle des Visitandines d'Auxerre                                   |
| Chapelle du séminaire d'Auxerre                                                         | Auxerre                         |         | 47° 47′ 57″ nord, 3° 34′ 18″ est |                |            |      | Chapelle du séminaire d'Auxerre                                       |
| Chapelle Notre-Dame-de-Lorette d'Auxerre                                                | Auxerre                         |         | 47° 48′ 10″ nord, 3° 34′ 02″ est |                |            |      | Chapelle Notre-Dame-de-Lorette d'Auxerre                              |
| Chapelle Saint-Pierre d'Avallon                                                         | Avallon                         |         | 47° 29′ 10″ nord, 3° 54′ 27″ est | « PA00113608 » | Inscrit MH | 1925 | Chapelle Saint-Pierre d'Avallon                                       |
| Chapelle du prieuré Saint-Cosme de Chablis                                              | Chablis                         |         | 47° 48′ 35″ nord, 3° 48′ 03″ est |                |            |      | Image manquante Téléverser                                            |
| Chapelle Saint-Antoine de Fyé                                                           | Chablis                         |         | 47° 49′ 35″ nord, 3° 49′ 17″ est |                |            |      | Image manquante Téléverser                                            |
| Chapelle Saint-Jean-Baptiste de Chablis                                                 | Chablis                         |         | 47° 48′ 44″ nord, 3° 48′ 02″ est |                |            |      | Chapelle Saint-Jean-Baptiste de Chablis                               |
| Chapelle du presbytère de Chailley                                                      | Chailley                        |         | 48° 05′ 08″ nord, 3° 41′ 53″ est |                |            |      | Image manquante Téléverser                                            |
| Chapelle Notre-Dame-de-la-Bonne-Mort de Chailley                                        | Chailley                        |         | 48° 05′ 16″ nord, 3° 42′ 22″ est |                |            |      | Chapelle Notre-Dame-de-la-Bonne-Mort de Chailley                      |
| Chapelle du château de Rameau                                                           | Collan                          |         | 47° 50′ 00″ nord, 3° 51′ 20″ est |                |            |      | Image manquante Téléverser                                            |
| Chapelle sépulcrale de Chéry                                                            | Coulangeron                     |         | 47° 41′ 30″ nord, 3° 29′ 05″ est |                |            |      | Image manquante Téléverser                                            |
| Chapelle de la maison Saint-Henri de Coulanges-sur-Yonne                                | Coulanges-sur-Yonne             |         | 47° 31′ 10″ nord, 3° 32′ 21″ est |                |            |      | Image manquante Téléverser                                            |
| Chapelle Sainte-Madeleine de l'abbaye cistercienne de Vauluisant de Courgenay           | Courgenay                       |         | 48° 15′ 58″ nord, 3° 32′ 08″ est |                |            |      | Image manquante Téléverser                                            |
| Chapelle Saint-Sulpice de Villepot                                                      | Courson-les-Carrières           |         | 47° 35′ 17″ nord, 3° 28′ 36″ est |                |            |      | Chapelle Saint-Sulpice de Villepot                                    |
| Chapelle Saint-Désiré de Cheuilly                                                       | Deux Rivières                   |         | 47° 42′ 02″ nord, 3° 44′ 10″ est |                |            |      | Chapelle Saint-Désiré de Cheuilly                                     |
| Chapelle Sainte-Reine d'Avigneau                                                        | Escamps                         |         | 47° 42′ 50″ nord, 3° 29′ 18″ est |                |            |      | Chapelle Sainte-Reine d'Avigneau                                      |
| Chapelle Sainte-Élisabeth de Vorvigny                                                   | Esnon                           |         | 48° 01′ 09″ nord, 3° 33′ 33″ est |                |            |      | Image manquante Téléverser                                            |
| Chapelle dite Petite chapelle de Gisy-les-Nobles                                        | Gisy-les-Nobles                 |         | 48° 16′ 49″ nord, 3° 14′ 13″ est |                |            |      | Chapelle dite Petite chapelle de Gisy-les-Nobles                      |
| Chapelle funéraire du prieuré des Bénédictines de Cours                                 | Grimault                        |         | 47° 40′ 41″ nord, 4° 00′ 05″ est |                |            |      | Chapelle funéraire du prieuré des Bénédictines de Cours               |
| Chapelle Saint-Antoine-et-Saint-Sulpice du prieuré des Bénédictines de Cours            | Grimault                        |         | 47° 40′ 42″ nord, 4° 00′ 05″ est |                |            |      | Image manquante Téléverser                                            |
| Chapelle du presbytère des Cornets                                                      | Hauterive                       |         | 47° 55′ 46″ nord, 3° 36′ 08″ est |                |            |      | Image manquante Téléverser                                            |
| Chapelle des Baudières                                                                  | Héry                            |         | 47° 55′ 22″ nord, 3° 39′ 15″ est |                |            |      | Image manquante Téléverser                                            |
| Chapelle Notre-Dame-de-la-Salette de Sevry                                              | Héry                            |         | 47° 54′ 02″ nord, 3° 38′ 31″ est |                |            |      | Image manquante Téléverser                                            |
| Chapelle Notre-Dame-de-Pitié du Tertre                                                  | Héry                            |         | 47° 53′ 22″ nord, 3° 37′ 04″ est |                |            |      | Image manquante Téléverser                                            |
| Chapelle du Saulce                                                                      | Island                          |         | 47° 27′ 54″ nord, 3° 49′ 26″ est | « PA00113697 » | Classé MH  | 1960 | Chapelle du Saulce                                                    |
| Chapelle de l'hôpital de Joigny                                                         | Joigny                          |         | 47° 58′ 48″ nord, 3° 23′ 44″ est |                |            |      | Image manquante Téléverser                                            |
| Chapelle du séminaire de Joigny                                                         | Joigny                          |         | 47° 59′ 01″ nord, 3° 23′ 22″ est |                |            |      | Image manquante Téléverser                                            |
| Chapelle des Ferrand de Joigny                                                          | Joigny                          |         | 47° 58′ 59″ nord, 3° 24′ 03″ est |                |            |      | Chapelle des Ferrand de Joigny                                        |
| Chapelle du centre de retraite Sophie-Barat de Joigny                                   | Joigny                          |         | 47° 59′ 03″ nord, 3° 23′ 39″ est |                |            |      | Image manquante Téléverser                                            |
| Chapelle du lycée Saint-Jacques de Joigny                                               | Joigny                          |         | 47° 59′ 01″ nord, 3° 23′ 23″ est |                |            |      | Image manquante Téléverser                                            |
| Chapelle Sainte-Thérèse de Joigny                                                       | Joigny                          |         | 47° 59′ 07″ nord, 3° 23′ 39″ est |                |            |      | Image manquante Téléverser                                            |
| Chapelle Saint-Georges du Val-de-Mâlon                                                  | Joux-la-Ville                   |         | 47° 37′ 50″ nord, 3° 49′ 08″ est |                |            |      | Chapelle Saint-Georges du Val-de-Mâlon                                |
| Chapelle Didout dite chapelle de la Sainte-Enfance de La Celle-Saint-Cyr                | La Celle-Saint-Cyr              |         | 47° 58′ 16″ nord, 3° 17′ 35″ est |                |            |      | Image manquante Téléverser                                            |
| Chapelle Saint-Germain de La Chapelle-sur-Oreuse                                        | La Chapelle-sur-Oreuse          |         | 48° 16′ 40″ nord, 3° 17′ 48″ est |                |            |      | Chapelle Saint-Germain de La Chapelle-sur-Oreuse                      |
| Chapelle Saint-Hubert de la Charmée                                                     | Lailly                          |         | 48° 16′ 11″ nord, 3° 30′ 10″ est |                |            |      | Chapelle Saint-Hubert de la Charmée                                   |
| Chapelle Notre-Dame-des-Écoles de Laroche-Saint-Cydroine                                | Laroche-Saint-Cydroine          |         | 47° 57′ 49″ nord, 3° 29′ 14″ est |                |            |      | Image manquante Téléverser                                            |
| Chapelle du château de la Grange-Arthuis                                                | Lavau                           |         | 47° 36′ 14″ nord, 2° 57′ 54″ est |                |            |      | Image manquante Téléverser                                            |
| Chapelle Saint-Léonard des Clérimois                                                    | Les Clérimois                   |         | 48° 14′ 15″ nord, 3° 27′ 19″ est |                |            |      | Chapelle Saint-Léonard des Clérimois                                  |
| Chapelle Sainte-Croix de Lordonnois                                                     | Ligny-le-Châtel                 |         | 47° 56′ 25″ nord, 3° 43′ 56″ est |                |            |      | Image manquante Téléverser                                            |
| Chapelle du Bourg-d'En-Bas                                                              | Mailly-le-Château               |         | 47° 35′ 37″ nord, 3° 38′ 08″ est | « PA00113734 » | Classé MH  | 1914 | Chapelle du Bourg-d'En-Bas                                            |
| Chapelle Saint-Siméon de Mailly-le-Château                                              | Mailly-le-Château               |         | 47° 35′ 47″ nord, 3° 38′ 29″ est | « PA00113735 » | Inscrit MH | 1939 | Chapelle Saint-Siméon de Mailly-le-Château                            |
| Chapelle du prieuré de Marmeaux                                                         | Marmeaux                        |         | 47° 34′ 51″ nord, 4° 05′ 52″ est |                |            |      | Image manquante Téléverser                                            |
| Chapelle Saint-Félix de Forêt de Merry-Vaux                                             | Merry-la-Vallée                 |         | 47° 47′ 20″ nord, 3° 17′ 20″ est |                |            |      | Chapelle Saint-Félix de Forêt de Merry-Vaux                           |
| Chapelle de l'abbaye de la Cour Notre-Dame                                              | Michery                         |         | 48° 17′ 43″ nord, 3° 13′ 27″ est |                |            |      | Chapelle de l'abbaye de la Cour Notre-Dame                            |
| Chapelle des cheminots de Migennes                                                      | Migennes                        |         | 47° 57′ 35″ nord, 3° 31′ 26″ est |                |            |      | Image manquante Téléverser                                            |
| Chapelle du Grand Virey                                                                 | Molosmes                        |         | 47° 55′ 28″ nord, 4° 00′ 06″ est |                |            |      | Image manquante Téléverser                                            |
| Chapelle du cimetière de Mont-Saint-Sulpice                                             | Mont-Saint-Sulpice              |         | 47° 57′ 03″ nord, 3° 38′ 02″ est |                |            |      | Image manquante Téléverser                                            |
| Chapelle ermitage Sainte-Anne d'Aillant-sur-Tholon                                      | Montholon                       |         | 47° 52′ 15″ nord, 3° 20′ 16″ est | « PA00113566 » | Inscrit MH | 1978 | Chapelle ermitage Sainte-Anne d'Aillant-sur-Tholon                    |
| Chapelle du château de Merry                                                            | Montigny-la-Resle               |         | 47° 50′ 52″ nord, 3° 40′ 45″ est |                |            |      | Image manquante Téléverser                                            |
| Chapelle Saint-Laurent de Sougères-sur-Sinotte                                          | Monéteau                        |         | 47° 51′ 32″ nord, 3° 36′ 56″ est |                |            |      | Image manquante Téléverser                                            |
| Chapelle du château du Fort                                                             | Mézilles                        |         | 47° 41′ 58″ nord, 3° 11′ 42″ est |                |            |      | Image manquante Téléverser                                            |
| Chapelle de la Vallée de Neuvy-Sautour                                                  | Neuvy-Sautour                   |         | 48° 02′ 33″ nord, 3° 48′ 07″ est |                |            |      | Image manquante Téléverser                                            |
| Chapelle du prieuré de Noyers                                                           | Noyers                          |         | 47° 41′ 33″ nord, 3° 59′ 48″ est |                |            |      | Image manquante Téléverser                                            |
| Chapelle Saint-Nicolas le Viel de Noyers                                                | Noyers                          |         | 47° 41′ 54″ nord, 3° 59′ 48″ est |                |            |      | Image manquante Téléverser                                            |
| Chapelle Saint-Marc de Nuits                                                            | Nuits                           |         | 47° 44′ 17″ nord, 4° 12′ 44″ est | « PA00113767 » | Classé MH  | 1967 | Image manquante Téléverser                                            |
| Chapelle Saint-Georges de Pacy-sur-Armançon                                             | Pacy-sur-Armançon               |         | 47° 46′ 28″ nord, 4° 05′ 30″ est |                |            |      | Chapelle Saint-Georges de Pacy-sur-Armançon                           |
| Chapelle Saint-Mathurin de Servins                                                      | Pailly                          |         | 48° 19′ 36″ nord, 3° 20′ 14″ est |                |            |      | Chapelle Saint-Mathurin de Servins                                    |
| Chapelle Saint-Bond de Paron                                                            | Paron                           |         | 48° 11′ 13″ nord, 3° 15′ 36″ est |                |            |      | Image manquante Téléverser                                            |
| Chapelle Saint-Jules-et-Sainte-Mathilde du Chesnoy                                      | Paron                           |         | 48° 11′ 22″ nord, 3° 13′ 09″ est |                |            |      | Image manquante Téléverser                                            |
| Chapelle de Plessis-du-Mée                                                              | Perceneige                      |         | 48° 21′ 57″ nord, 3° 21′ 42″ est |                |            |      | Chapelle de Plessis-du-Mée                                            |
| Chapelle Sainte-Radegonde de Forêt domaniale de Pontigny                                | Pontigny                        |         | 47° 55′ 41″ nord, 3° 41′ 58″ est |                |            |      | Image manquante Téléverser                                            |
| Chapelle Saint-Baudel de Pourrain                                                       | Pourrain                        |         | 47° 45′ 23″ nord, 3° 24′ 55″ est | « PA89000044 » | Classé MH  | 2012 | Chapelle Saint-Baudel de Pourrain                                     |
| Chapelle Sainte-Philomène de Précy-le-Sec                                               | Précy-le-Sec                    |         | 47° 35′ 38″ nord, 3° 50′ 03″ est |                |            |      | Image manquante Téléverser                                            |
| Chapelle funéraire Saint-Roch dite chapelle Davout de Ravières                          | Ravières                        |         | 47° 44′ 05″ nord, 4° 14′ 06″ est |                |            |      | Image manquante Téléverser                                            |
| Chapelle Saint-Edme de Rugny                                                            | Rugny                           |         | 47° 53′ 51″ nord, 4° 08′ 43″ est |                |            |      | Image manquante Téléverser                                            |
| Chapelle Notre-Dame-de-Lorette de Sainpuits                                             | Sainpuits                       |         | 47° 31′ 05″ nord, 3° 15′ 33″ est | « PA00113803 » | Inscrit MH | 1987 | Chapelle Notre-Dame-de-Lorette de Sainpuits                           |
| Chapelle de Sainpuits                                                                   | Sainpuits                       |         | 47° 31′ 19″ nord, 3° 15′ 28″ est |                |            |      | Chapelle de Sainpuits                                                 |
| Chapelle de Bailly                                                                      | Saint-Bris-le-Vineux            |         | 47° 43′ 31″ nord, 3° 37′ 22″ est |                |            |      | Image manquante Téléverser                                            |
| Chapelle Saint-Jacques de Granchette                                                    | Saint-Denis-lès-Sens            |         | 48° 14′ 16″ nord, 3° 16′ 39″ est |                |            |      | Image manquante Téléverser                                            |
| Chapelle Sainte-Anne de Saint-Fargeau                                                   | Saint-Fargeau                   |         | 47° 38′ 28″ nord, 3° 04′ 32″ est |                |            |      | Chapelle Sainte-Anne de Saint-Fargeau                                 |
| Chapelle de la grange cistercienne de Crécy                                             | Saint-Florentin                 |         | 47° 58′ 45″ nord, 3° 39′ 03″ est |                |            |      | Chapelle de la grange cistercienne de Crécy                           |
| Chapelle de la maison de retraite Saint-Charles de Saint-Florentin                      | Saint-Florentin                 |         | 48° 00′ 09″ nord, 3° 43′ 53″ est |                |            |      | Image manquante Téléverser                                            |
| Chapelle du prieuré de Saint-Florentin                                                  | Saint-Florentin                 |         | 47° 59′ 55″ nord, 3° 43′ 43″ est |                |            |      | Image manquante Téléverser                                            |
| Chapelle de la Maladrerie de Saint-Julien-du-Sault                                      | Saint-Julien-du-Sault           |         | 48° 03′ 00″ nord, 3° 17′ 57″ est | « PA00113819 » | Inscrit MH | 1925 | Chapelle de la Maladrerie de Saint-Julien-du-Sault                    |
| Chapelle castrale Saint-Julien des archevêques de Sens de Vauguillain                   | Saint-Julien-du-Sault           |         | 48° 01′ 38″ nord, 3° 17′ 41″ est |                |            |      | Chapelle castrale Saint-Julien des archevêques de Sens de Vauguillain |
| Chapelle Notre-Dame-de-la-Pitié de Saint-Martin-sur-Ouanne                              | Saint-Martin-sur-Ouanne         |         | 47° 50′ 26″ nord, 3° 06′ 13″ est |                |            |      | Chapelle Notre-Dame-de-la-Pitié de Saint-Martin-sur-Ouanne            |
| Chapelle Saint-Georges de Ponessant                                                     | Saint-Martin-sur-Ouanne         |         | 47° 51′ 24″ nord, 3° 06′ 10″ est |                |            |      | Chapelle Saint-Georges de Ponessant                                   |
| Chapelle de la Sainte-Famille de Nanchèvre                                              | Saint-Père                      |         | 47° 28′ 16″ nord, 3° 46′ 38″ est |                |            |      | Chapelle de la Sainte-Famille de Nanchèvre                            |
| Chapelle Sainte-Marie de Fontette                                                       | Saint-Père                      |         | 47° 28′ 00″ nord, 3° 47′ 32″ est |                |            |      | Chapelle Sainte-Marie de Fontette                                     |
| Chapelle Saint-Pierre-ès-Liens de Soulangy                                              | Sarry                           |         | 47° 40′ 49″ nord, 4° 04′ 07″ est |                |            |      | Chapelle Saint-Pierre-ès-Liens de Soulangy                            |
| Chapelle Saint-Edmé-Sainte-Amélie-et-Saint-Charles de Montjalin                         | Sauvigny-le-Bois                |         | 47° 31′ 08″ nord, 3° 58′ 53″ est |                |            |      | Image manquante Téléverser                                            |
| Chapelle Sainte-Marguerite de Maison-Dieu                                               | Sceaux                          |         | 47° 30′ 30″ nord, 4° 01′ 59″ est |                |            |      | Chapelle Sainte-Marguerite de Maison-Dieu                             |
| Chapelle de la maison de retraite Vermiglio de Sens                                     | Sens                            |         | 48° 11′ 59″ nord, 3° 16′ 09″ est |                |            |      | Image manquante Téléverser                                            |
| Chapelle de l'école privée Jeanne-d'Arc de Sens                                         | Sens                            |         | 48° 12′ 04″ nord, 3° 17′ 05″ est |                |            |      | Image manquante Téléverser                                            |
| Chapelle de l'institut Saint-Savinien de Sens                                           | Sens                            |         | 48° 11′ 50″ nord, 3° 17′ 53″ est |                |            |      | Image manquante Téléverser                                            |
| Chapelle du petit séminaire de Sens                                                     | Sens                            |         | 48° 11′ 53″ nord, 3° 17′ 12″ est |                |            |      | Image manquante Téléverser                                            |
| Chapelle du couvent des Célestins de Sens                                               | Sens                            |         | 48° 11′ 56″ nord, 3° 17′ 17″ est |                |            |      | Image manquante Téléverser                                            |
| Chapelle Saint-Sauveur du grand séminaire de Sens                                       | Sens                            |         | 48° 12′ 17″ nord, 3° 16′ 38″ est |                |            |      | Image manquante Téléverser                                            |
| Grande chapelle des archevêques de Sens                                                 | Sens                            |         | 48° 11′ 52″ nord, 3° 17′ 05″ est |                |            |      | Grande chapelle des archevêques de Sens                               |
| Chapelle Roussel-Girand                                                                 | Sens                            |         | à géolocaliser                   |                |            |      | Chapelle Roussel-Girand                                               |
| Chapelle Genevoix-Patey                                                                 | Sens                            |         | à géolocaliser                   |                |            |      | Chapelle Genevoix-Patey                                               |
| Chapelle Simon                                                                          | Sens                            |         | à géolocaliser                   |                |            |      | Chapelle Simon                                                        |
| Chapelle Landry                                                                         | Sens                            |         | à géolocaliser                   |                |            |      | Chapelle Landry                                                       |
| Chapelle Déon-Henriot et Eugène Gibez                                                   | Sens                            |         | à géolocaliser                   |                |            |      | Chapelle Déon-Henriot et Eugène Gibez                                 |
| Chapelle Rissou                                                                         | Sens                            |         | à géolocaliser                   |                |            |      | Chapelle Rissou                                                       |
| Chapelle Legras-Dumont                                                                  | Sens                            |         | à géolocaliser                   |                |            |      | Chapelle Legras-Dumont                                                |
| Chapelle Tiby et Cavaniol                                                               | Sens                            |         | à géolocaliser                   |                |            |      | Chapelle Tiby et Cavaniol                                             |
| Chapelle Gaultry                                                                        | Sens                            |         | à géolocaliser                   |                |            |      | Chapelle Gaultry                                                      |
| Chapelle Roquet                                                                         | Sens                            |         | à géolocaliser                   |                |            |      | Chapelle Roquet                                                       |
| Chapelle Notre-Dame d'Orient                                                            | Sermizelles                     |         | 47° 32′ 14″ nord, 3° 47′ 52″ est | « PA89000049 » | Classé MH  | 2013 | Chapelle Notre-Dame d'Orient                                          |
| Chapelle Saint-Émiliand de Tanlay                                                       | Tanlay                          |         | 47° 51′ 07″ nord, 4° 05′ 25″ est |                |            |      | Image manquante Téléverser                                            |
| Chapelle dite du château de Tannerre-en-Puisaye                                         | Tannerre-en-Puisaye             |         | 47° 44′ 10″ nord, 3° 07′ 59″ est |                |            |      | Chapelle dite du château de Tannerre-en-Puisaye                       |
| Chapelle seigneuriale et sépulcrale de Tharoiseau                                       | Tharoiseau                      |         | 47° 27′ 54″ nord, 3° 48′ 17″ est |                |            |      | Chapelle seigneuriale et sépulcrale de Tharoiseau                     |
| Chapelle du château de Fleurigny                                                        | Thorigny-sur-Oreuse             |         | 48° 17′ 53″ nord, 3° 21′ 47″ est |                |            |      | Image manquante Téléverser                                            |
| Chapelle Notre-Dame-de-Lorette de Vallières                                             | Thorigny-sur-Oreuse             |         | 48° 19′ 18″ nord, 3° 23′ 18″ est |                |            |      | Image manquante Téléverser                                            |
| Chapelle Saint-Hubert de Barrault                                                       | Thorigny-sur-Oreuse             |         | 48° 19′ 03″ nord, 3° 20′ 41″ est |                |            |      | Image manquante Téléverser                                            |
| Chapelle de Ferme de Chéron                                                             | Tonnerre                        |         | 47° 49′ 19″ nord, 3° 59′ 18″ est |                |            |      | Image manquante Téléverser                                            |
| Chapelle de la commanderie templière de Ferme de Marchesoif                             | Tonnerre                        |         | 47° 49′ 13″ nord, 3° 57′ 48″ est |                |            |      | Image manquante Téléverser                                            |
| Chapelle du couvent des Ursulines de Tonnerre                                           | Tonnerre                        |         | 47° 51′ 17″ nord, 3° 58′ 28″ est |                |            |      | Image manquante Téléverser                                            |
| Chapelle Notre-Dame-des-Fontenilles de la salle des malades de l'Hôtel-Dieu de Tonnerre | Tonnerre                        |         | 47° 51′ 22″ nord, 3° 58′ 33″ est |                |            |      | Image manquante Téléverser                                            |
| Chapelle Notre-Dame du prieuré de Boutissaint                                           | Treigny-Perreuse-Sainte-Colombe |         | 47° 34′ 43″ nord, 3° 07′ 30″ est |                |            |      | Chapelle Notre-Dame du prieuré de Boutissaint                         |
| Chapelle Notre-Dame-de-Bellevue de Tronchoy                                             | Tronchoy                        |         | 47° 54′ 50″ nord, 3° 56′ 35″ est |                |            |      | Chapelle Notre-Dame-de-Bellevue de Tronchoy                           |
| Chapelle des Fourneaux                                                                  | Venizy                          |         | 48° 04′ 35″ nord, 3° 40′ 23″ est |                |            |      | Image manquante Téléverser                                            |
| Chapelle Notre-Dame-de-Pitié de l'abbaye des Écharlis                                   | Villefranche                    |         | 47° 56′ 57″ nord, 3° 08′ 32″ est |                |            |      | Image manquante Téléverser                                            |
| Chapelle Saint-Cloud de Villeneuve-Saint-Salves                                         | Villeneuve-Saint-Salves         |         | 47° 51′ 09″ nord, 3° 38′ 42″ est | « PA00113943 » | Inscrit MH | 1984 | Chapelle Saint-Cloud de Villeneuve-Saint-Salves                       |
| Chapelle de l'hôpital de Villeneuve-sur-Yonne                                           | Villeneuve-sur-Yonne            |         | 48° 05′ 04″ nord, 3° 17′ 41″ est |                |            |      | Chapelle de l'hôpital de Villeneuve-sur-Yonne                         |
| Chapelle Notre-Dame de Val-Profonde                                                     | Villeneuve-sur-Yonne            |         | 48° 03′ 55″ nord, 3° 21′ 12″ est |                |            |      | Chapelle Notre-Dame de Val-Profonde                                   |
| Chapelle Sainte-Reine de Vaux de Sainte-Reine                                           | Villiers-Saint-Benoît           |         | 47° 46′ 35″ nord, 3° 12′ 52″ est |                |            |      | Image manquante Téléverser                                            |
| Chapelle Notre-Dame-de-Champrond de la Voie qui Faut                                    | Vinneuf                         |         | 48° 22′ 05″ nord, 3° 10′ 33″ est |                |            |      | Image manquante Téléverser                                            |
| Chapelle Sainte-Reine de Voisines                                                       | Voisines                        |         | 48° 15′ 02″ nord, 3° 23′ 40″ est |                |            |      | Chapelle Sainte-Reine de Voisines                                     |
| Chapelle de la Cordelle                                                                 | Vézelay                         |         | 47° 28′ 11″ nord, 3° 45′ 01″ est | « PA00113929 » | Classé MH  | 1953 | Chapelle de la Cordelle                                               |
| Chapelle de l'hospice de Vézelay                                                        | Vézelay                         |         | 47° 27′ 56″ nord, 3° 44′ 50″ est |                |            |      | Image manquante Téléverser                                            |
| Chapelle des Ursulines de Vézelay                                                       | Vézelay                         |         | 47° 27′ 59″ nord, 3° 44′ 50″ est |                |            |      | Chapelle des Ursulines de Vézelay                                     |
| Chapelle d'Étais-la-Sauvin                                                              | Étais-la-Sauvin                 |         | 47° 30′ 25″ nord, 3° 21′ 31″ est |                |            |      | Chapelle d'Étais-la-Sauvin                                            |
| Chapelle Sainte-Camille de Chevigny                                                     | Étais-la-Sauvin                 |         | 47° 30′ 13″ nord, 3° 18′ 08″ est |                |            |      | Chapelle Sainte-Camille de Chevigny                                   |
| Chapelle Saint-Valentin d'Étaule                                                        | Étaule                          |         | 47° 31′ 12″ nord, 3° 55′ 09″ est |                |            |      | Chapelle Saint-Valentin d'Étaule                                      |
| Chapelle Saint-Georges de Sanvigne                                                      | Étivey                          |         | 47° 41′ 25″ nord, 4° 07′ 06″ est |                |            |      | Image manquante Téléverser                                            |